# Cangas de Onís
Cangas de Onís is een gemeente in de Spaanse provincie en regio Asturië met een oppervlakte van 212,75 km². Cangas de Onís telt 6.368 inwoners (1 januari 2016).

## Geografie
De gemeente ligt op het punt waar de rivier de Sella en de rivier de Gueña samenkomen, aan de voet van het gebergte Picos de Europa, op ongeveer 25 kilometer van de Cantabrische kust.
Canga komt uit het Galicisch/Asturisch en betekent vallei, Onís komt van het Keltische onna, dat water betekent.
In het noorden wordt de gemeente begrensd door de gemeenten Parres en Ribadesella, in het oosten door de gemeenten Onís en Llanes, in het zuiden door de provincie León, in het westen door de gemeenten Amieva en Parres.
In het natuurgebied van de Picos de Europa ligt het plaatsje Covadonga, waar volgens de overlevering de Spaanse Reconquista begon.
Op 12 kilometer van Covadonga liggen de drie meren van Covadonga, het meer van Enol, het meer van Ercina en het meer van Bricial.

## Geschiedenis
De Romeinen bouwden een weg die leidde van Lucus Asturum (Llanera) naar Gigia (Gijón). Ze waren aanwezig in Cangas de Onís en in de vallei tussen de Sella en de Gueña ligt een tempel die door de Romeinen werd opgericht, later verwoest en gedurende het rijk van Favila van Asturië weer werd hersteld.
In 722 overwon koning Pelayo de Moren in de slag van Covadonga. Hij stichtte het koninkrijk Asturië met als hoofdstad Cangas de Onís (tot aan de verovering van León in 744, dan maakt Fruela van Pravia de hoofdstad).
Koning Filips III begint met een uitbreiding van Covadonga. Bij een grote brand in 1777 gaat een deel van de tempel en de inventaris daarvan verloren. Carlos III bouwt daarna een nieuwe tempel, verbetert de wegen en investeert in nijverheid en industrie.
In de oorlog tegen Frankrijk, in het begin van de 19e eeuw, wordt Cangas de Onís een hoofdkwartier van het Spaanse leger, onder aanvoering van Francisco Cortés Posada.

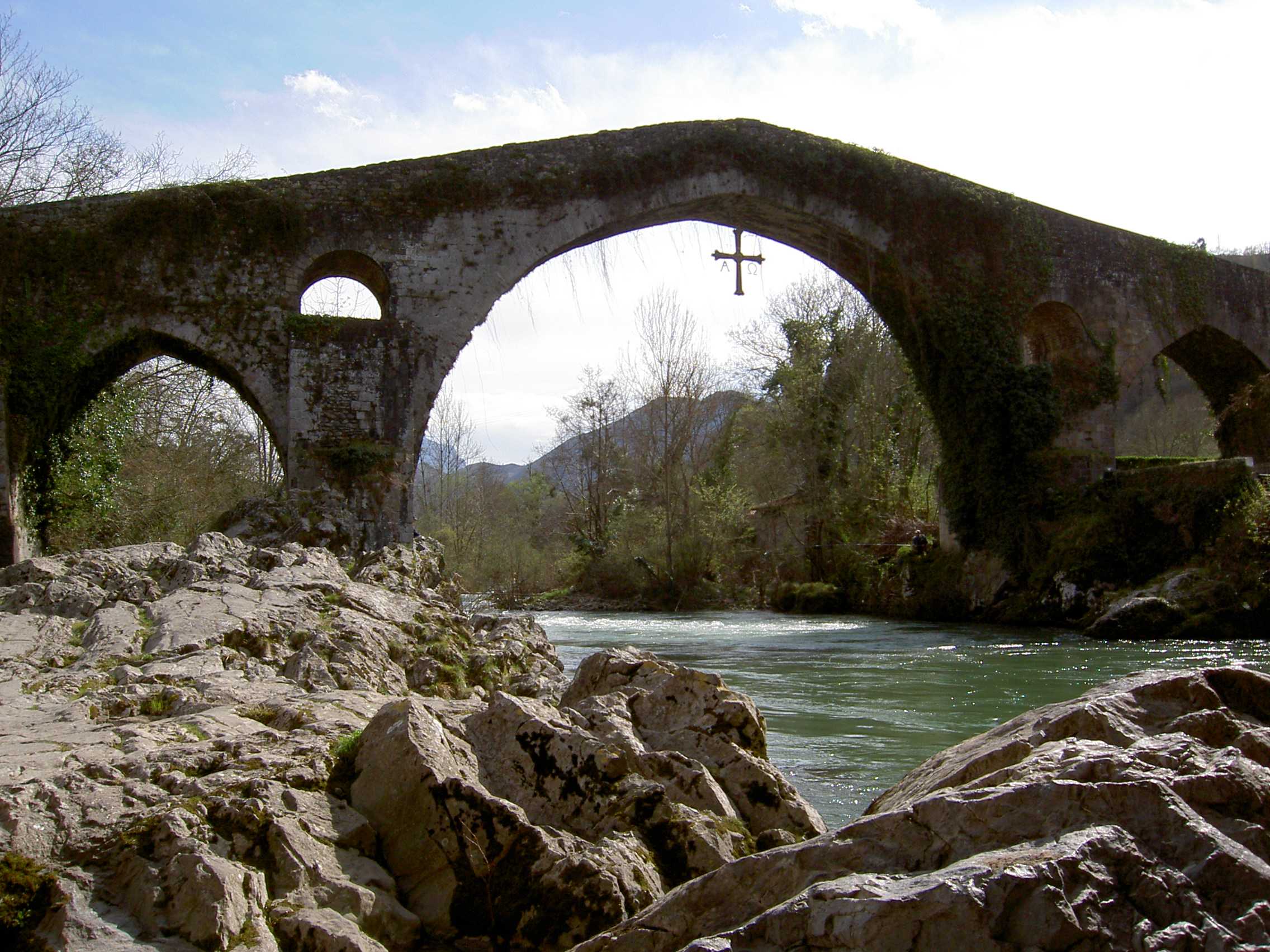
Romeinse brug

In de tweede helft van 19e eeuw wordt Cangas belangrijker vanwege de mijnbouw (steenkool) in Buferrera en er wordt een tramlijn op meterspoor van Arriondas naar Cangas de Onís aangelegd. Cangas groeit uit tot een regionaal administratief, militair, cultureel en intellectueel centrum. Desondanks emigreert een deel van de bevolking naar Amerika, vooral naar Cuba.
Door de aanleg van autowegen wordt het gebied enigszins ontsloten.
Na het einde van de Spaanse Burgeroorlog vluchtten vele Republikeinse soldaten de bergen in en tot het einde van de jaren 40 wordt er een guerrillaoorlog tegen de troepen van Franco gevoerd.
De tweede helft van de 20e eeuw wordt gekenmerkt door emigratie, trek naar de steden, en handhaving van de traditionele agrarische economie. Vanaf de jaren 80 komt de streek steeds meer in trek bij toeristen. Er worden meer hotels gebouwd, en het aantal toeristische voorzieningen wordt uitgebreid.

## Demografische ontwikkeling
Bron: INE, 1857-2011: volkstellingen